# Caradrina personata
Caradrina personata är en fjärilsart som beskrevs av Vladimir Ivanovitsch Kuznetzov, 1958. Caradrina personata ingår i släktet Caradrina och familjen nattflyn, Noctuidae. Inga underarter finns listade i Catalogue of Life.